# Isla de Puketutu
La isla Puketutu (en inglés: Puketutu Island) es una isla volcánica en el puerto de Manukau, Nueva Zelanda, que es parte del campo volcánico de Auckland. Los colonos europeos llamaron a la isla Weekes, pero esto fue cambiado finalmente de nuevo a favor del histórico nombre en la lengua maorí.
En la década de 1950, varios de sus conos de escoria se extrajeron en gran medida para llenar una ampliación del cercano aeropuerto de Auckland. El punto más alto de la isla, que alcanza los 65 m de altura y es llamado Pinnacle Hill fue mantenido.